# Abdel Hamid Fouad Gad
Abdel Hamid Fouad Gad (ur. 21 grudnia 1943 w Aleksandrii) – egipski bokser.
Reprezentował Egipt na Letnich Igrzyskach Olimpijskich w 1972 roku, zajmując 33. miejsce.